# Abbazia di Heidenfeld
L'abbazia di Heidenfeld (in tedesco Kloster Heidenfeld, nota anche come Kloster Maria Hilf) è un'abbazia di Heidenfeld nel territorio del comune di Röthlein in Bassa Franconia (Baviera) appartenente alla Congregazione delle Suore del Redentore.

## Storia
Nel 1069 la contessa Alberada, figlia di Ottone III di Svevia, insieme al marito, conte Hermann von Habsberg-Kastl concesse un suo terreno per l'erezione di un'abbazia. Il vescovo di Würzburg, Adalberone, cui inizialmente era stato offerto il terreno, lo diede a sua volta nel 1071 ai Canonici Regolari di Sant'Agostino, che in seguito furono attivi nella cura delle anime con oltre 20 parrocchie.
Durante la guerra dei contadini tedeschi nel 1525 e la seconda guerra dei margravi tra il 1553 e il 1554, l'abbazia fu distrutta due volte ed altrettante volte riedificata dai Canonici agostiniani.
Nella chiesa abbaziale, nel 1632 venne dichiarato beato il prete Liborius Wagner.
Sotto il prevosto Andreas Deichmann (1644-1673) l'abbazia rifiorì anche dopo la guerra dei trent'anni. L'architetto Johann Balthasar Neumann fornì il progetto per la ristrutturazione in stile barocco dell'abbazia tra il 1723 e il 1733. Dal 1783 la chiesa abbaziale fu riabbellita dal pittore di corte di Magonza, Giuseppe Ignazio Appiani e dallo stuccatore di corte di Würzburg Materno Bossi.
Meritevoli di nota sono ancor oggi lo scalone che si sviluppa per tre piani e la sala principale, ricca di stucchi, nel secondo piano.
Nel 1803 l'abbazia subì la secolarizzazione. L'intera struttura venne venduta nel 1805 al conte Türkheim, che fece abbattere la chiesa. Gli arredi della chiesa e dell'abbazia vennero alienati e singoli pezzi sono ancora conservati nelle chiese della zona circostante. Dal 1807 fino al 1901 quanto era rimasto fu di proprietà dei baroni di Bodeck-Ellgau. Nel 1910, grazie anche alla mediazione del cardinale Michael von Faulhaber, la Congregazione della Suore del Redentore, una Congregazione femminile di diritto pontificio fondata a metà del XIX secolo, acquistò i fabbricati rimasti.
Nel 1935 furono riempiti i vuoti rimasti dopo la distruzione della chiesa e venne eretta una nuova ala sud con Cappella ed altar maggiore in stile barocco. L'abbazia funse dapprima come convalescenziario, quindi da casa di cura per anziane ed ammalate appartenenti alla congregazione. Nel 1975 venne eretta una casa di cura supplementare.